# Alicia Appleman-Jurman
Alicia Appleman-Jurman (1930-2017) est une écrivain et une survivante juive polonaise de la Shoah.

## Biographie
Alicia Appleman-Jurman est née en 1930 à Rosulna (pl) (maintenant Rosilna, Ivano-Frankivsk, Ukraine) et grandit à Boutchatch dans le sud-est de la Pologne (actuellement l'Ukraine). Elle est la seule fille d'une famille de juifs orthodoxes aisés de cinq enfants. Un tiers de la population de la ville est juive.

### L'occupation soviétique puis l'occupation allemande
En septembre 1939, Boutchatch est occupé par les Soviétiques.
Son, frère Moshe est emprisonné et meurt dans une prison soviétique.
En juin 1941, la ville est occupée par les nazis. Tous les juifs de la cité doivent se faire enregistrer. Les six cents juifs les plus importants de la communauté, dont le père d'Alicia sont regroupés à l'écart de la ville et assassinés. Cette exécution reste secrète. Les nazis demandent une rançon aux familles juives en échange de la libération des « otages ». Madame Jurman donne tout son argent et ses bijoux pour récupérer son mari et n'apprend que plus tard la tragique vérité.

### Le Ghetto de Boutchatch
Alicia et sa famille doivent quitter leur maison pour le ghetto de la ville.
Avec l'aide des auxiliaires ukrainiens et de la police polonaise, les Allemands terrorisent les Juifs.
Alicia ne peut plus aller à l'école et passe ses journées sur un arbre à regarder son école de l'autre côté du ghetto.
Un beau jour son frère Bunio est raflé pour être envoyé comme travailleur-esclave dans un camp de travail. Mais une des hommes raflés essaie de s'échapper. En représailles, les nazis fusillent une personne raflée sur dix. Bunio est ainsi exécuté.
À la fin de l'année 1941, Alicia est raflée dans une des « Aktion ». Alors que le train roule vers un camp d'extermination, les adultes profitent d'un arrêt pour faire descendre les enfants par les fenêtres, les sauvant ainsi du gazage. Alicia retourne auprès de sa famille dans le ghetto de Buczacz.
Son frère Zachary, dix-sept ans, décide de s'engager dans la résistance. Dénoncé par un « ami » polonais, il est pendu devant l'immeuble de la police.
Un jour, la police ukrainienne vient arrêter Frieda Jurman, sa mère. Alicia, qui s'est jurée de la protéger prétend s'appeler Frieda Jurman. Elle est transférée à la prison de Chortkov. Elle est battue sauvagement après avoir traité un SS de diable. Après avoir bu une eau malsaine, elle attrape la typhoïde.
Un jour, inconsciente, elle est considérée comme morte par les SS et jetée sur un tas de cadavres dans la cour de la prison. Les SS réquisitionnent ensuite des Juifs du ghetto voisin pour qu'ils emportent les cadavres dans le cimetière juif et les brûlent. Ils se rendent compte qu'Alicia est encore en vie. Ils la cachent et lui sauvent ainsi la vie.
Lorsque guérie, elle retourne enfin à Buczacz, c'est pour découvrir sa mère et son petit frère gravement touchés par la typhoïde.  Elle parvient à les soigner et à les sauver.
Au printemps 1943, les  Allemands décident de l'évacuation du ghetto de Buczacz vers celui de  Kopechince  Mais très vite, les nazis décident de liquider le ghetto. Les juifs de la ville sont emmenés dans les bois voisins sous les injures et les jets de pierre des Polonais catholiques  pour être exécutés. Mais un jeune juif est parvenu à dissimuler un pistolet sous ses vêtements. Une fois dans les bois, il commence à tirer sur les SS permettant  à Alicia et d'autres de s'échapper dans le bois.
Alicia retourne alors à Buczacz car avec sa mère et son  petit frère, ils s'étaient promis qu'en cas de séparation, ils se retrouveraient dans leur ville d'origine.  Seule sa mère parvient à rejoindre le lieu de rendez-vous.

### Seule survivante de sa famille
Les deux femmes trouvent alors refuge dans une maison isolée appartenant à un vieux catholique polonais, Wujciu, qui accepte de les cacher. Le vieil homme accepte même de cacher une autre femme juive avec ses enfants.
Comme Alicia a une apparence non-juive et parle plusieurs langues, elle peut se faire passer pour une aryenne et travailler pour nourrir tout le groupe.
Au printemps 1944, la région est libérée par les Soviétiques. Pour les quelques juifs survivants de Buczacz, c'est le soulagement et la fin d'une vie clandestine. Mais la Wehrmacht mène une contre-offensive victorieuse et réoccupe la petite ville.
Alicia et sa mère qui habitent un appartement en ville sont dénoncés par une polonaise. Sa mère est tuée lors de l'arrestation. Alicia est emprisonnée et doit être fusillée le lendemain dans les bois. Encore une fois, elle parvient à s'échapper et trouve refuge dans la forêt. Quand les Soviétiques libèrent définitivement la région, Alicia est la seule survivante de sa famille.

### Après la guerre
À la fin de la guerre, Alicia est très active dans l'organisation clandestine Brekha qui cherche à faire passer les enfants juifs survivant de la Shoah en Palestine.
Après avoir transité par un camp de personnes déplacées en Belgique, elle prend un bateau pour Haïfa. Capturée par les Britanniques qui cherchent à empêcher une émigration massive des Juifs d'Europe vers la Palestine pour ménager le monde arabe, elle est emprisonnée à Chypre.
Quand l'État d'Israël est créé, elle est libérée et arrive dans un pays en pleine guerre.
En 1948, elle rencontre un volontaire américain, Gabriel Appleman. Elle l'épouse et en 1952 le couple part vivre aux États-Unis en Californie.
En 1988, elle publie son autobiographie, Alicia, My story qui remporte l'année suivante le prix Christopher aux États-Unis. Elle est publiée en France en 1989, sous le titre L'histoire de ma vie et remporte le prix de la LICRA.

## Œuvres

### Ouvrages
- L'histoire de ma vie, Presses de la Renaissance, 1989 (Edition américaine: Alicia, My Story,Bantam; Spine Lean edition (Bantam Books), 1988).  (ISBN 978-0553282184)
- Alicia, My Story Continues : A Journey in Historical Photographs, Desaware Publishing, 2013.  (ISBN 978-1936754090)
- Six Blossoms: and other stories, Desaware Publishing, 2012.  (ISBN 978-1936754014)

### Filmographie
Alicia Live: A Presentation by Alicia Appleman-Jurman, April 10, 2012 (ASIN B007SZD8FE)